# Numbers Lucent
Albums de Squarepusher
Just a Souvenir
(2008) Solo Electric Bass 1
(2009)
Numbers Lucent est un EP du musicien électronique Squarepusher, sorti le 19 janvier 2009.
Pour Consequence of Sound, Numbers Lucent « est beaucoup plus en phase avec les travaux antérieurs de Squarepusher que le récent Just a Souvenir [dont] le style punk-rock en a désorienté plus d'un. »

## Liste des morceaux
| Numbers Lucent | Numbers Lucent   | Numbers Lucent | Numbers Lucent | Numbers Lucent | Numbers Lucent | Numbers Lucent | Numbers Lucent | Numbers Lucent | Numbers Lucent |
| No             | Titre            | Durée          |                |                |                |                |                |                |                |
| -------------- | ---------------- | -------------- | -------------- | -------------- | -------------- | -------------- | -------------- | -------------- | -------------- |
| 1/A1.          | Zounds Perspex   | 4:07           |                |                |                |                |                |                |                |
| 2/A2.          | Paradise Garage  | 3:55           |                |                |                |                |                |                |                |
| 3/A3.          | Heliacal Torch   | 4:10           |                |                |                |                |                |                |                |
| 4/B1.          | Star Time 1      | 4:06           |                |                |                |                |                |                |                |
| 5/B2.          | Arterial Fantasy | 4:21           |                |                |                |                |                |                |                |
| 6/B3.          | Illegal Dustbin  | 4:18           |                |                |                |                |                |                |                |
| 24:57          |                  |                |                |                |                |                |                |                |                |